# Montrem
Montrem település Franciaországban, Dordogne megyében. Lakosainak száma 1203 fő (2022. január 1.). Montrem Annesse-et-Beaulieu, Razac-sur-l’Isle, Coursac, Manzac-sur-Vern, Grignols és Saint-Astier községekkel határos.

## Népesség
A település népességének változása:
| Lakosok száma | 770  | 982  | 1045 | 1195 | 1262 | 1260 | 1250 | 1214 | 1197 | 1203 |
|               | 1968 | 1982 | 1990 | 2006 | 2013 | 2015 | 2017 | 2019 | 2020 | 2022 |